# Svika Pick
Svika Pick (en hebreo: צביקה פיק); (Wrocław, Polonia, 3 de octubre de 1949 - Ramat HaSharon, Israel, 14 de agosto de 2022), nacido Henryk Pick, fue un cantante pop, cantautor, compositor y personalidad televisiva israelí.
La carrera de Pick comenzó a tomar impulso a nivel nacional después de interpretar el papel principal en la versión israelí del musical Hair, que le siguió una prolífica carrera como compositor y cantante. Posteriormente ganó notoriedad después de coescribir "Diva", canción con la que Israel conquistó el Festival de la Canción de Eurovisión de 1998. Pick fue descrito por compañeros y críticos como el Rey del Pop israelí y El Maestro.

## Biografía

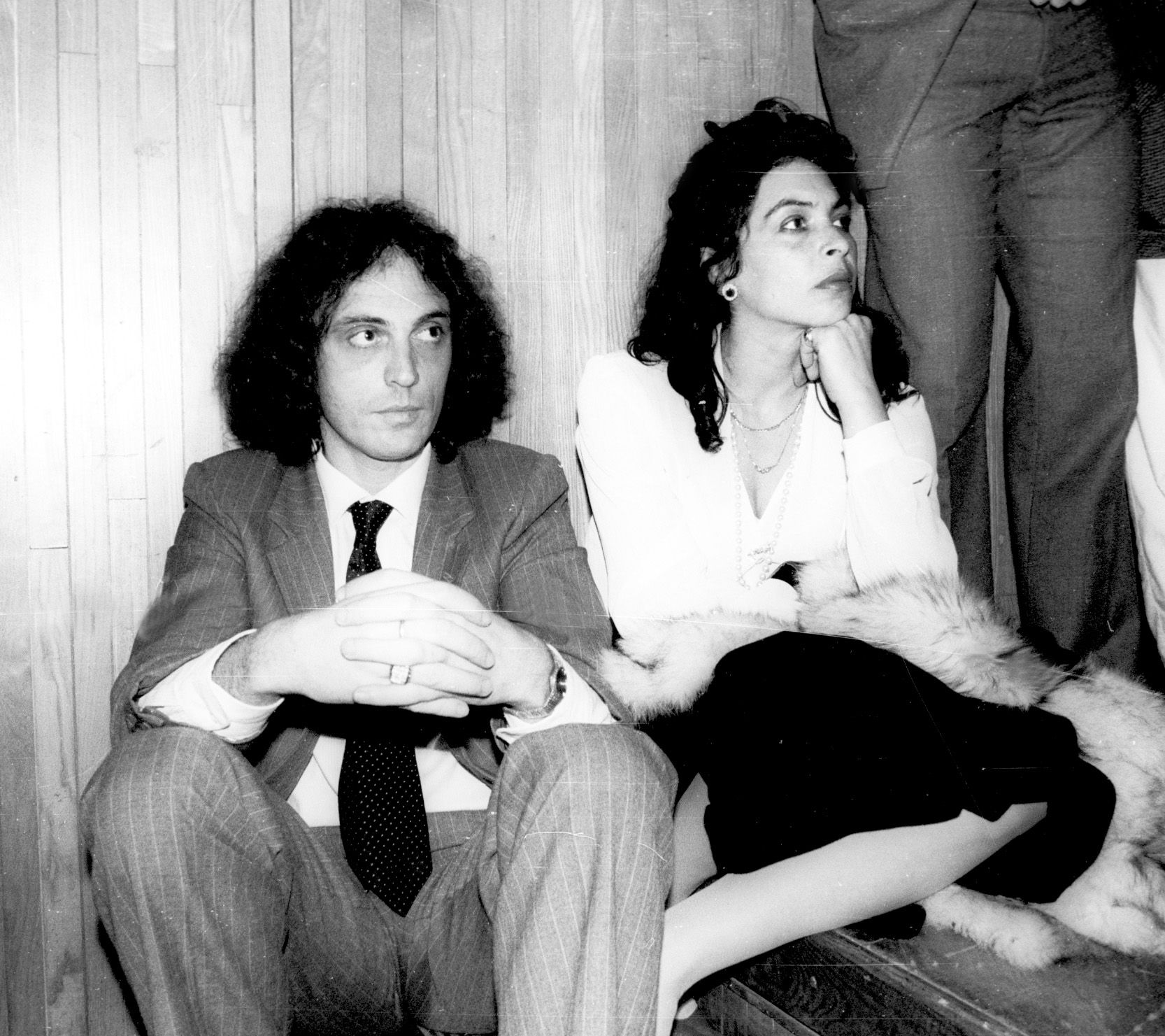
Pick con su primera esposa Mirit Shem-Or, 1986

Henryk (Zvi) Pick nació en Wrocław, Polonia, en el seno de una familia judía, Borys y Paulina Pick (1930–2010). Su abuelo fue director de un conservatorio y su tío profesor de música. A la edad de cinco años, asistió a la escuela de música, estudiando música clásica, pero se sintió atraído por el pop y el rock. En 1957, junto a su familia emigró a Israel. Pick estudió música en el Conservatorio de Ramat Gan y comenzó a tocar en bandas de rock israelíes a la edad de 15 años.
En la década de 1980, Pick jugó fútbol para Hapoel Yehud y Hapoel Nir Ramat HaSharon.
Pick contrajo matrimonio con la compositora israelí Mirit Shem-Or, con quien tuvo un hijo y dos hijas; Sharona y Daniella. Pick también escribió canciones para sus hijas, que formaron el dúo "HaHahiot Pick" ("Las hermanas Pick"). En 2018, Daniella se casó con el cineasta estadounidense Quentin Tarantino, mientras que Sharona se casó con el hotelero israelí Daniel Federmann, hijo del empresario Michael Federmann.
Shem-Or escribió la letra de muchos de los éxitos de Pick, incluido "Mary Lou", que trataba sobre ella. En 1995 se divorciaron, pero continuaron colaborando artísticamente. 
Pick también estuvo en una relación con la diseñadora de moda israelí Shira Manor, con quien tuvo dos hijos, Tim y Neal.
En 2018, el vuelo de EL AL de Londres a Tel Aviv se desvió a Viena después de que Pick sufriera un derrame cerebral. Más tarde declaró que tuvo que someterse a una rehabilitación exhaustiva, que incluyó volver a aprender el idioma y su capacidad para caminar.

## Carrera musical

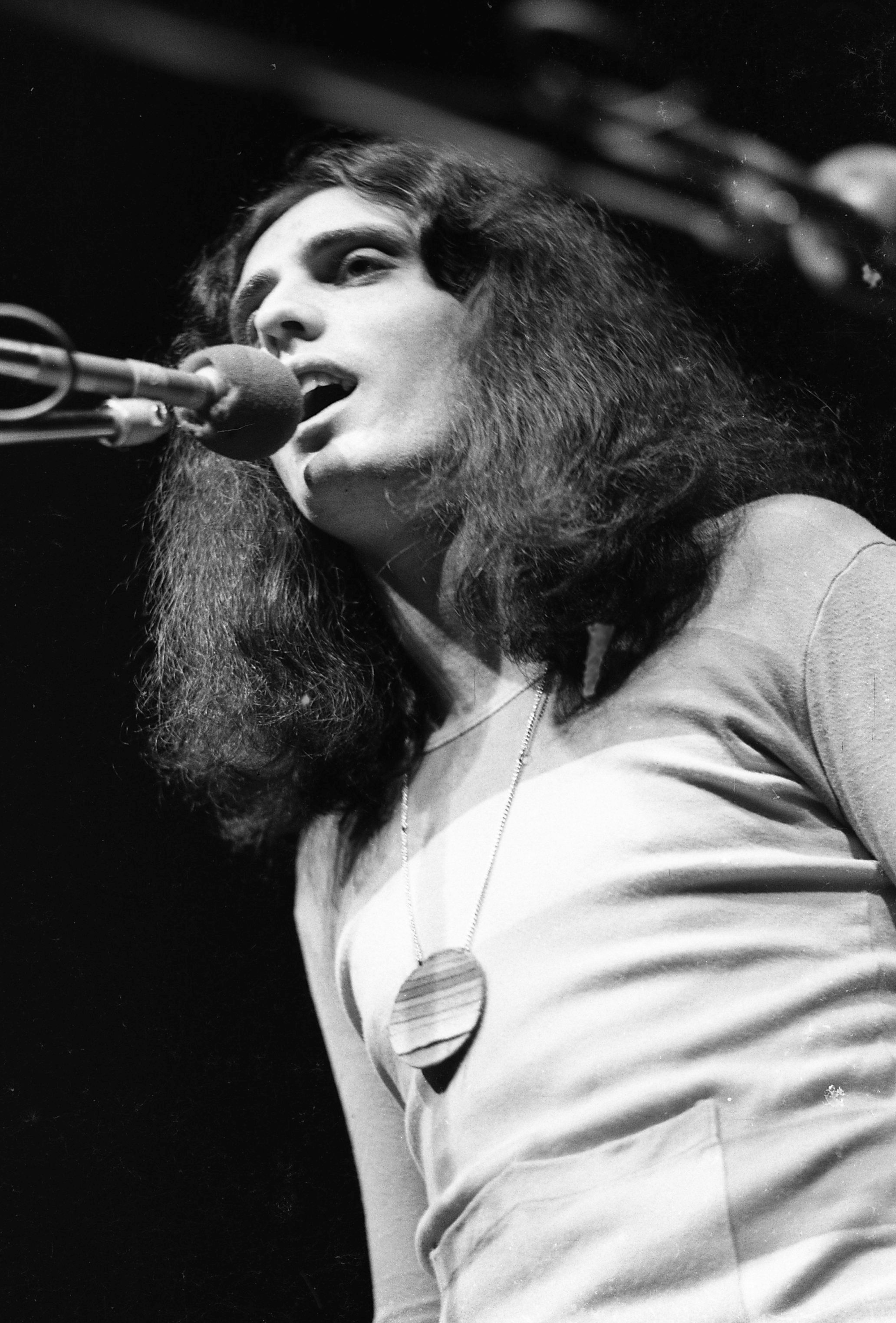
Pick actuando frente a soldados en Beit HaHayal en Tel Aviv, 1972

En 1972, creó una melodía para la plegaria Shemá en el Festival de la Canción Jasídica. Dicha melodía violó la ley judía al repetir líneas de la oración.
Pick fue uno de los principales cantantes pop de Israel en la década de 1970, y Kol Israel lo nombró "Cantante masculino israelí del año" entre 1977 y 1980 inclusive. Tuvo un papel principal en la versión hebrea del musical Hair a principios de la década de 1970.
En 1998, Pick escribió la canción "Diva" junto al letrista Yoav Ginai, la que fue interpretada por Dana International, y ganó el Festival de la Canción de Eurovisión de ese año. También escribió canciones para otros concursantes de Eurovisión. En 2002 se reunió con Ginai para escribir "Nadlik Beyakhad Ner" ("Enciende una vela") para Sarit Hadad, quien representó a Israel en Eurovisión de 2002. Ese mismo año el Teatro Nacional Habima presentó un musical llamado "Mary Lou" basado en viejos éxitos de Pick. En 2009, con base en este musical, se realizó la serie de televisión "Tamid Oto Chalom" (o "Mary Lou"), dirigida por Eytan Fox.

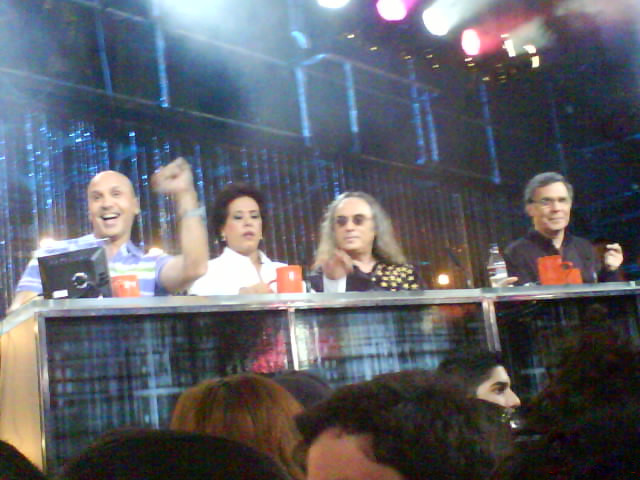
Pick como juez en Kokhav Nolad en 2008

Para Eurovisión 2003, junto a Shem-Or, con quien estaba casado en ese momento, compuso la canción "Hasta la vista" para el participante ucraniano Oleksandr Ponomaryov. También escribió una canción para la concursante bielorrusa de Eurovisión 2005, Angelica Agurbash, pero finalmente interpretó una otra canción, reconociendo a Pick por su esfuerzo. Compitió siete veces en la preselección israelí para el Festival de la Canción de Eurovisión. Para el Festival de 2010, compuso las canciones "Milim" ("Palabras") para el israelí Harel Skaat y ''Shine'' para la georgiana Sopho Nizharadze. Ambas canciones pasaron a la gran final, conquistando el 14.º y 9.º puesto respectivamente.

### Entradas en el Festival de la Canción de Eurovisión
- "Diva" por Dana International, Israel, (Festival de la Canción de Eurovisión 1998), 1.er lugar
- "Light a Candle" por Sarit Hadad, Israel, (Festival de la Canción de Eurovisión 2002), 12° lugar
- "Hasta la Vista" por Oleksandr Ponomaryov, Ucrania, (Festival de la Canción de Eurovisión 2003), 14° lugar

#### Inscripción para las preelecciones nacionales de Eurovisión
- “Ein li ish milvadi” de Svika Pick (Israel 1979 ), 2.º lugar
- "Romantica" de Svika Pick (Israel 1982), 6.º lugar
- "Layla layla" de Svika Pick (Israel 1986), 7° lugar
- "Domino" de Svika Pick (Israel 1987), 10° lugar
- "Artik Kartiv" de Svika Pick (Israel 1993), 7° lugar
- "Moonlight" de Svika Pick (Israel 2005), 3° lugar
- "Lifney SheNifradim" de Svika Pick (Israel 2006), 4° lugar
- "Sing My Song" de Sopho Nizharadze (Georgia 2010)

## Carrera televisiva
De 2005 a 2009, Pick fue uno de los jueces del reality show de canto Kokhav Nolad (la versión israelí de Pop Idol) que se emitió en Channel 2.
En 2005, Pick protagonizó la serie docu-reality "HaMaestro" que se emitió en el canal Bip, en el que se filmaba la vida cotidiana de él y su familia. En 2009, la serie dramática musical "Tamid Oto Chalom" se emitió en HOT 3, en la cual las canciones de Pick se usaron para el título y la banda sonora. También fue estrella invitada en uno de los episodios.